# Pozuelo de Calatrava (ort)
Pozuelo de Calatrava är en ort i Spanien.   Den ligger i provinsen Provincia de Ciudad Real och regionen Kastilien-La Mancha, i den centrala delen av landet, 200 km söder om huvudstaden Madrid. Pozuelo de Calatrava ligger 648 meter över havet och antalet invånare är 2 762.
Terrängen runt Pozuelo de Calatrava är huvudsakligen kuperad, men den allra närmaste omgivningen är platt. Runt Pozuelo de Calatrava är det glesbefolkat, med 10 invånare per kvadratkilometer. Närmaste större samhälle är La Calzada de Calatrava, 14,2 km norr om Pozuelo de Calatrava. Omgivningarna runt Pozuelo de Calatrava är i huvudsak ett öppet busklandskap.